# Alt Salbke 51

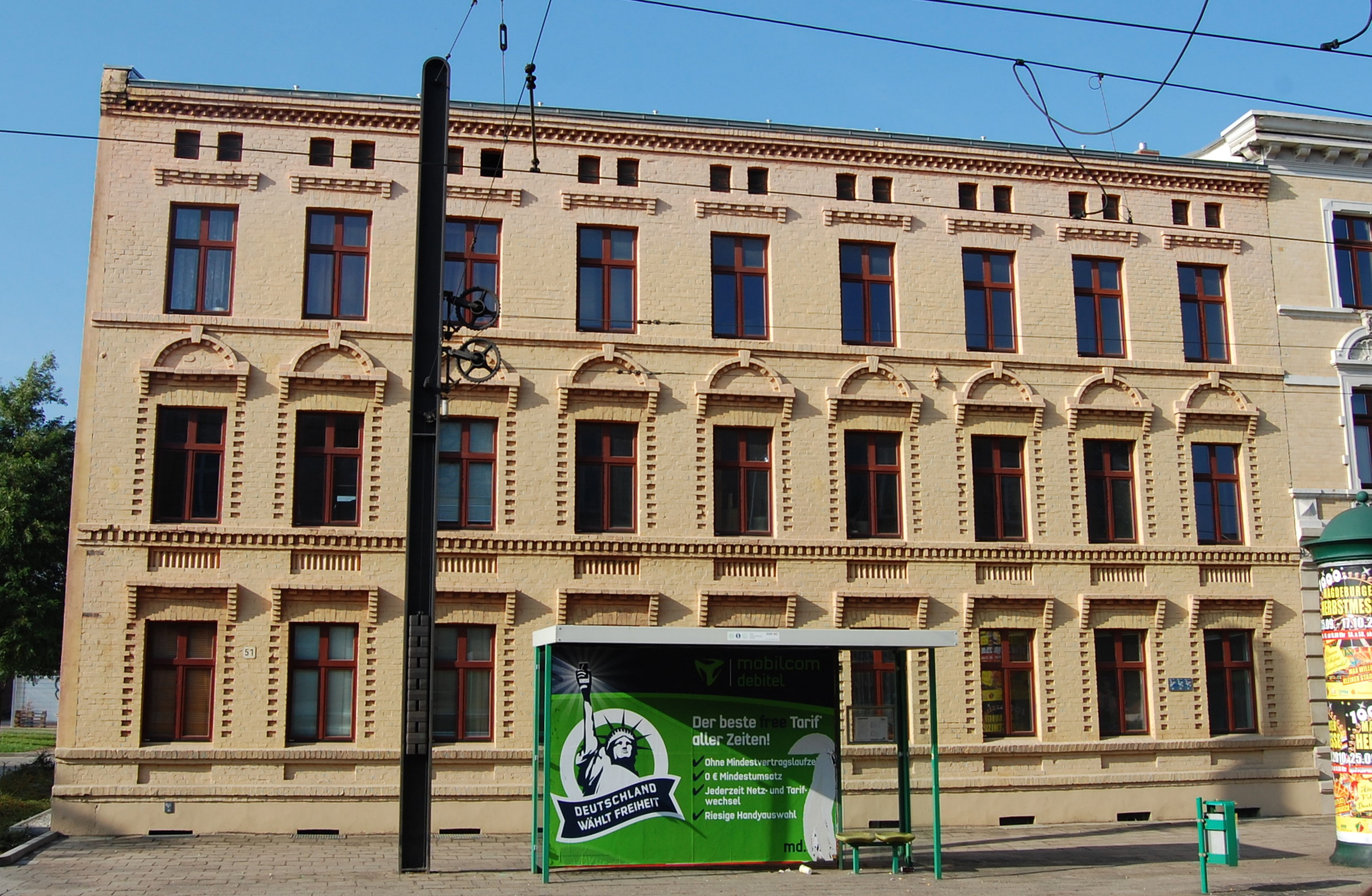
Wohnhaus Alt Salbke 51

Das Wohnhaus Alt Salbke 51 ist ein denkmalgeschütztes Gebäude im Magdeburger Stadtteil Salbke.
Der dreigeschossige Bau entstand im letzten Viertel des 19. Jahrhunderts im Stil der Neorenaissance. Das von einem flachen Satteldach bedeckte aus Ziegeln errichtete Gebäude verfügt über eine neunachsige ausgeprägt gegliederte Fassade. Das Haus ist ein erhalten gebliebener Teil der in der Gründerzeit entstandenen Bebauung der Hauptstraße. Direkt nördlich grenzt das gleichfalls unter Denkmalschutz stehende Gebäude Alt Salbke 50 an. Südlich liegt die ehemalige Glashütte Dörries, zu der das Gebäude zeitweise gehörte.